# Rui Sueyoshi
Rui Sueyoshi (japanisch 末吉 塁 Sueyoshi Rui; * 26. Juli 1996 in der Präfektur Osaka) ist ein japanischer Fußballspieler.

## Karriere
Sueyoshi erlernte das Fußballspielen in der Jugendmannschaft des Kawakami FC, der Schulmannschaft der Hatsushiba Hashimoto High School sowie der Universitätsmannschaft der Osaka University of Health and Sport Sciences. Von September 2018 bis Saisonende wurde er von der Universität an Montedio Yamagata ausgeliehen. Nach der Ausleihe wurde er von Yamagata Anfang 2019 fest unter Vertrag genommen. Der Verein, der in der Präfektur Yamagata beheimatet ist, spielte in der zweiten japanischen Liga, der J2 League. Für Yamagata bestritt er 32 Zweitligaspiele. Im Januar 2021 wechselte er zum Ligakonkurrenten JEF United Ichihara Chiba. Von Mitte Juli 2023 bis Saisonende 2023 spielte er auf Leihbasis beim ebenfalls in der zweiten Liga spielenden Fagiano Okayama. Für den Verein, der in der Präfektur Okayama beheimatet ist, bestritt er 15 Ligaspiele. Nach der Ausleihe wurde er von Okayama im Februar 2024 fest unter Vertrag genommen. Am Ende der Saison 2024 belegte er mit Okayama den fünften Tabellenplatz und qualifizierte sich somit zu den Aufstiegsspielen zur ersten Liga. Hier konnte man sich im Finale gegen Vegalta Sendai durchsetzen und stieg somit in die erste Liga auf.